# Cape Best
Cape Best är en udde i Sydgeorgien och Sydsandwichöarna (Storbritannien). Den ligger i den nordvästra delen av Sydgeorgien och Sydsandwichöarna.
Terrängen inåt land är huvudsakligen kuperad, men åt nordväst är den platt. Havet är nära Cape Best åt nordost.  Trakten runt Cape Best är nära nog obefolkad, med mindre än två invånare per kvadratkilometer.